# Eugeniusz Lewacki
Eugeniusz Stanisław Lewacki (* 24. Januar 1926 in Krakau; † 23. März 2025) war ein polnischer Eishockeyspieler.

## Karriere
Eugeniusz Lewacki begann seine Karriere als Eishockeyspieler bei KTH Krynica, für den er von 1947 bis 1953 sowie von 1956 bis 1957 aktiv war. Mit der Mannschaft gewann er in der Saison 1949/50 den polnischen Meistertitel. Dazwischen lief er in den Jahren 1954 und 1955 für Gwardia Bydgoszcz auf.
Als Mittelstürmer gehörte Lewacki der erfolgreichen KTH-Sturmreihe Csorich – Lewacki – Jeżak an. Aufgrund seiner Fähigkeit, Chancen effektiv zu nutzen und Tore zu erzielen, erhielt er von Mitspielern und Journalisten den Spitznamen „Król dobitek“ (übersetzt „König der Abschlüsse“).

### International
Für die polnische Eishockeynationalmannschaft nahm Lewacki an den Olympischen Winterspielen 1948 in St. Moritz und 1952 in Oslo sowie der Weltmeisterschaft 1955 teil. Zwischen 1948 und 1955 absolvierte er insgesamt 47 Länderspiele für Polen, in denen er 26 Tore erzielte.

## Berufs- und Privatleben
Lewacki wurde in Krakau geboren und zog dann mit seiner Familie nach Krynica. Er absolvierte die Handelshochschule. Neben Eishockey spielte er auch Fußball und Volleyball und lief Ski.
Nach seiner aktiven sportlichen Laufbahn war er als Eishockey-Trainer tätig. Seinen Lebensunterhalt verdiente er lange Zeit als Taxifahrer. Er engagierte sich als Sportfunktionär, wurde Mitglied des Vorstandes des KTH Krynica und des Seniorenbeirats des KS Cracovia (2011).
Lewacki war verheiratet und hatte zwei Kinder. Zuletzt wohnte er in Krakau bzw. mit seiner Tochter in Szczawnica. Er war der älteste noch lebende polnische Eishockey-Olympiateilnehmer.
Lewacki starb am 23. März 2025 im Alter von 99 Jahren.

## Erfolge und Auszeichnungen
- 1950: Polnischer Meister mit KTH Krynica
- 1949, 1951, 1953: Polnischer Vize-Meister mit KTH Krynica
- 1954, 1955: Polnischer Vize-Meister mit Gwardia Bydgoszcz
- 1989: Verdienstmedaille des Polski Związek Hokeja na Lodzie[3]
- 2004: Träger des Ritterkreuzes des Ordens der Polonia Restituta[3]
- 2004: Goldene Medaille des Polski Komitet Olimpijski[3]
- Goldenes Wappen der Stadt Krynica-Zdrój[4]